# Courtney Jines
Courtney Elizabeth Jines (* 4. Mai 1992 in Fairfax, Virginia) ist eine US-amerikanische Schauspielerin.
Ihre erste Rolle hatte sie in dem amerikanischen Film Drop Back Ten, es folgten Gastauftritte in den TV-Serien CSI: Den Tätern auf der Spur und Emergency Room – Die Notaufnahme. International wurde sie aber erst durch die Rolle von Demetra in dem Film SPYkids 3D - Game Over (Deutschland: Mission 3D) bekannt.
In der amerikanischen Sitcom The War At Home (Familienstreit de Luxe) spielt sie in 4 Episoden Heidi, die Freundin von Mike und später von Larry.

## Filmografie
- 2000: Third Watch – Einsatz am Limit (Third Watch, Fernsehserie, eine Folge)
- 2000: Drop Back Ten
- 2001: Law & Order: Special Victims Unit (Fernsehserie, eine Folge)
- 2001: Gaudi Afternoon
- 2002: CSI: Den Tätern auf der Spur (CSI: Crime Scene Investigation, Fernsehserie, eine Folge)
- 2002: Anna’s Traum (Anna's Dream, Fernsehfilm)
- 2002: That Was Then (Fernsehserie, eine Folge)
- 2003: Emergency Room – Die Notaufnahme (ER, Fernsehserie, eine Folge)
- 2003: Red Betsy
- 2003: Mission 3D (Spy Kids 3-D: Game Over)
- 2004: Jack & Bobby (Fernsehserie, eine Folge)
- 2005: Winn-Dixie – Mein zotteliger Freund (Because of Winn-Dixie)
- 2005: Silver Bells (Fernsehfilm)
- 2006: Familienstreit de Luxe (The War at Home, Fernsehserie, vier Folgen)